# Morella diversifolia
Morella diversifolia är en porsväxtart som först beskrevs av Robert Stephen Adamson, och fick sitt nu gällande namn av D.J.B. Killick. Morella diversifolia ingår i släktet Morella och familjen porsväxter. Inga underarter finns listade i Catalogue of Life.